# Belga

Belga är en nyhetsbyrå som grundades 1920 av Pierre-Marie Olivier och Maurice Travailleur och har huvudsäte i Schaerbeek, Bryssel, Belgien.